# DR-Baureihe 70.61–64
In die Baureihe 70.61–64 reihte die Deutsche Reichsbahn Tenderlokomotiven verstaatlichter Eisenbahnen mit der Achsfolge 1’B und einem Dienstgewicht von ca. 36 t ein. 

## Übersicht
| DR-Betriebsnummer  | urspr. Herkunft     | Bemerkung           | Anzahl ursprünglich |
| ------------------ | ------------------- | ------------------- | ------------------- |
| 70 6176–6179, 6376 | Ruppiner Eisenbahn  | Hersteller O&K      | 5                   |
| 70 6401            | Oderbruchbahn u. a. | Hersteller Humboldt | 1                   |